# Форне
Форне́ (фр. Fornex) — коммуна во Франции, находится в регионе Юг — Пиренеи. Департамент коммуны — Арьеж. Входит в состав кантона Ле-Ма-д’Азий. Округ коммуны — Памье.
Код INSEE коммуны — 09123.

## Население
Население коммуны на 2008 год составляло 109 человек.
| 1962 | 1968 | 1975 | 1982 | 1990 | 1999 | 2008 |
| ---- | ---- | ---- | ---- | ---- | ---- | ---- |
| 127  | 146  | 120  | 121  | 126  | 126  | 109  |

## Экономика
В 2007 году среди 76 человек в трудоспособном возрасте (15—64 лет) 59 были экономически активными, 17 — неактивными (показатель активности — 77,6 %, в 1999 году было 65,2 %). Из 59 активных работали 50 человек (32 мужчины и 18 женщин), безработных было 9 (6 мужчин и 3 женщины). Среди 17 неактивных 3 человека были учениками или студентами, 8 — пенсионерами, 6 были неактивными по другим причинам.